# Nathan Nunn
Nathan Nunn est un économiste canadien, professeur à l'Université Harvard. Ses travaux ont montré l'importance du préjudice économique lié à l'esclavage sur le développement économique des pays d'Afrique.

## Publications
- (en) Nathan Nunn, « The long-term effects of Africa's slave trades », Quarterly Journal of Economics, vol. 123, no 1, 2008, p. 139-176, doi:10.1162/qjec.2008.123.1.139, https://dash.harvard.edu/bitstream/handle/1/3710252/Nunn_Long-TermEffects.pdf?sequence=2
- (en) Nathan Nunn, Nancy Qian, « The Potato's Contribution to Population and Urbanization: Evidence from an Historical Experiment », National Bureau of Economic Research, 2009 (consulté le 2 décembre 2012).
- (en) Nathan Nunn & Nancy Qian, « The Columbian Exchange : A History of Disease, Food, and Ideas », Journal of Economic Perspectives, Spring, vol. 24, no 2, 2010, p. 163–188, http://scholar.harvard.edu/files/nunn/files/nunn_qian_jep_2010.pdf
- (en) Nathan Nunn & Leonard Wantchekon, « The Slave Trade and the Origins of Mistrust in Africa », American Economic Review, vol. 101, no 7, 2011/12, p. 3221–3252, doi:10.1257/aer.101.7.3221, https://dash.harvard.edu/bitstream/handle/1/11986331/nunn-slave-trade.pdf